# Субхан Газі ага
Субхан Газі-ага (крым. Subhan Ğazi ağa, Субхан Г'азі аг'а , سبحان غازى آغا ‎ помер після 1663) — кримський воєначальник (ага), відправлений кримським ханом Мехмедом IV Ґераєм на чолі двохтисячного загону буджацьких татар на допомогу польському уряду під час Шведського потопу.

## Біографія

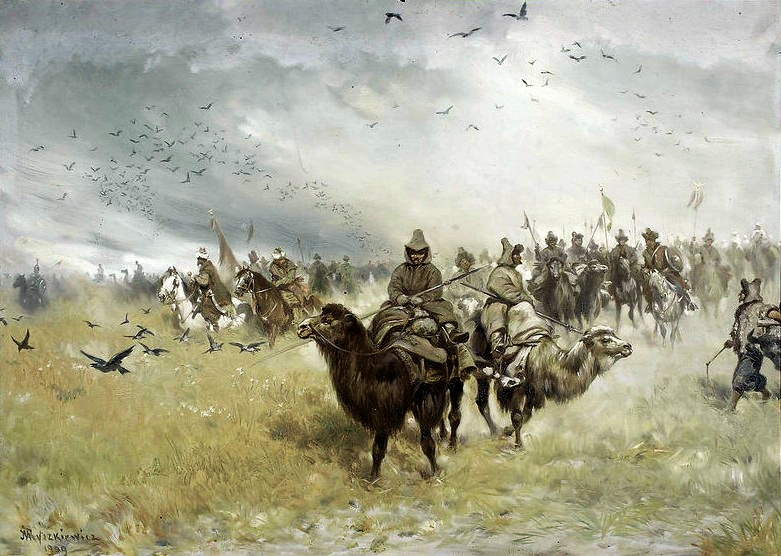
Татарський чамбул у степу

В 1645 році Субхан Газі-ага був відправлений кримським ханом Ісламом III Гераєм з черкеським ясиром до Стамбула до двору османського султана Ібрагіма I. У 1648 році він був призначений одним із командирів татарського «чамбула», який воював в Україні. У 1649 році Субхан Газі-ага брав участь у військових операціях проти річпосполитських військ під Збаражем. Спочатку був супротивником мирної угоди з Річчю Посполитою.
1656 року кримський хан Мехмед IV Герай відправив Субхан Газі-агу на чолі 2-тисячного кінного загону на допомогу Речі Посполитій у боротьбі проти шведських загарбників. 27 липня він був представлений польському королю Яну Казимиру Вазі. Виступав проти великих битв і, підтримуючи Стефана Чарнецького, пропонував продовжувати партизанську боротьбу. У липні 1656 року на боці польсько-литовської армії він брав участь у битві під Варшавою, перебуваючи під командуванням Яворівського старости Яна Собеського. Кримські татари, що атакували шведський табір у Бродно, мало не вбили шведського короля Карла X Густава.
У битві під Простками в 1656 році татарський загін Субхан Газі-агі знаходився під командуванням полковника Габріела Войниловича, зайшов противнику в тил і напав на шведсько-пруський табір. У цій битві татари взяли в полон відомого литовського князя-магната Богуслава Радзівілла, але змушені були передати його гетьману польському литовському Вінценту Гонсевському. Після перемоги під Простками татарських союзників було відпущено додому. Дорогою татари пограбували Пруссію та Підляшшя, де вони спалювали села і захоплювали ясир.
Зображений у фільмі Вогнем і мечем (фільм) разом з кримським ханом Ісламом III Гераєм.